# 国鉄タキ6550形貨車
国鉄タキ6550形貨車（こくてつタキ6550がたかしゃ）は、かつて日本国有鉄道（国鉄）及び1987年（昭和62年）4月の国鉄分割民営化後は、日本貨物鉄道（JR貨物）に在籍した私有貨車（タンク車）である。

## 概要
本形式は、塩化ビニール専用の30t積タンク車として1967年（昭和42年）3月16日から同年4月3日にかけ8両（タキ6550 - タキ6557）が富士重工業の1社のみで製作された。その後の1968年（昭和43年）5月31日にホキ5600形より3両（ホキ5629 - ホキ5631）の専用種別変更が行われ、本形式（タキ6558 - タキ6560）に編入された。更に1970年（昭和45年）8月4日にホキ6000形より2両（ホキ6021、ホキ6025）の専用種別変更が行われ、本形式（タキ6561 - タキ6562）に編入された。以上合計13両（タキ6550 - タキ6562）が在籍した。
所有者は、日本ゼオンの1社のみであり、その常備駅は富山県の能町駅であった。その後常備駅は、水島臨海鉄道港東線の東水島駅へ移動した。
本形式の他に塩化ビニールを専用種別とする形式にはタキ12300形（1両）、タキ12400形（1両）、タキ20400形（13両）、ホキ5800形（4両）の4形式が存在した。
1979年（昭和54年）10月より化成品分類番号「燃G23」（燃焼性の物質、高圧ガス、高圧ガス、可燃性のもの）が標記された。
タンク体は普通鋼（一般構造用圧延鋼材 SS41、現在のSS400）製で、その外観はタンク車よりホッパ車に近かった。
塗色は、黒色であり、全長は14,500mm、全幅は2,983mm、全高は3,943mm、台車中心間距離は10,400mm、実容積は66.7m3、自重は19.1t、換算両数は積車5.0、空車1.8、台車はベッテンドルフ式のTR41Cであった。
1987年（昭和62年）4月の国鉄分割民営化時には7両（タキ6554 - タキ6560）の車籍がJR貨物に継承されたが、1990年（平成2年）1月に最後まで在籍した3両（タキ6558 - タキ6560）が廃車となり、同時に形式消滅となった。
1990年1月の廃車後も車両は暫く東水島駅構内に留置していた。